# Uniwersytet Rzymski „La Sapienza”
Uniwersytet Rzymski „La Sapienza”, także Uniwersytet Rzymski (wł. Università degli Studi di Roma „La Sapienza”) – włoski uniwersytet państwowy z siedzibą w Rzymie.
Uniwersytet Rzymski „La Sapienza” jest największą tego typu państwową placówką edukacyjną w Europie i jednym z największych na świecie pod względem liczby studentów uniwersytetem. 
Od czasu reformy po 2010 Uniwersytet posiada 11 wydziałów, 65 katedr, 21 muzeów i 50 bibliotek. Rocznie uczy się w nim 140 000 studentów i pracuje ponad 8 000 wykładowców akademickich, jak również pracowników technicznych i administracyjnych. Jest największą tego typu uczelnią we Włoszech, posiadającą programy badawcze w dziedzinie inżynierii, nauk przyrodniczych, nauk biomedycznych i humanistycznych. Oferuje 10 programów magisterskich prowadzonych wyłącznie w języku angielskim.

## Historia
Uniwersytet La Sapienza w Rzymie został założony 20 kwietnia 1303 przez papieża Bonifacego VIII bullą papieską In Supremae praeminentia Dignitatis. Był to pierwszy uniwersytet papieski.
W 1431 papież Eugeniusz IV całkowicie zreorganizował studium bullą In supremae, w której nadał zarówno mistrzom, jak i studentom możliwie najszersze przywileje oraz zarządził, aby uniwersytet obejmował cztery szkoły: prawa, medycyny, filozofii i teologii. Aby zebrać fundusze na uniwersytet, wprowadził nowy podatek na wino. Pieniądze zostały wykorzystane na zakup pałacu, w którym później mieścił się kościół Sant'Ivo alla Sapienza.
Z przyczyny napaści na Rzym przez wojska Karola V w 1527, uniwersytet został zamknięty. Zabito niektórych jego profesorów. 
Papież Paweł III przywrócił uniwersytet do działalności wkrótce po konklawe w 1534 roku.
W latach pięćdziesiątych XVII wieku uniwersytet zyskał nazwę „Sapienza”, co oznacza mądrość. 
W 1703 papież Klemens XI za pomocą prywatnych funduszy zakupił część ziemi na Janikulum, gdzie ufundował ogród botaniczny, który dzięki pracy braci Trionfetti wkrótce stał się najbardziej znanym w Europie. 
Pierwszą pełną historię Uniwersytetu Rzymskiego La Sapienza napisał w latach 1803–1806 Filippo Maria Renazzi. 
W 1870 La Sapienza przestała być uniwersytetem papieskim i stała się państwowym uniwersytetem Rzymu. W 1935 ukończono rozbudowę kampusu uniwersyteckiego zaprojektowanego przez Marcello Piacentiniego.
15 stycznia 2008 Watykan odwołał planowaną wizytę na Uniwersytecie La Sapienza papieża Benedykta XVI, który miał wygłosić przemówienie na uniwersyteckiej ceremonii inaugurującej rok akademicki. Stało się to z powodu protestów niektórych studentów i profesorów. Tytuł przemówienia brzmiałby: „Prawda czyni nas dobrymi, a dobro jest prawdą”. Niektórzy studenci i profesorowie protestowali w reakcji na przemowę z 1990 roku, które wygłosił jeszcze jako kardynał Joseph Ratzinger, 

## Budynki
Uniwersytet La Sapienza ma wiele kampusów w Rzymie, ale jego głównym kampusem jest Città Universitaria (miasto uniwersyteckie), które obejmuje 44 ha (110 akrów) w pobliżu stacji Roma Tiburtina. Uniwersytet ma kampusy satelitarne poza Rzymem, z których główny znajduje się w Latinie. 
W 2011 rozpoczęto projekt budowy kampusu z akademikami w pobliżu stacji Pietralata, we współpracy z regionem Lazio. Aby sprostać stale rosnącej liczbie kandydatów, rektor zatwierdził również nowy plan rozbudowy Città Universitaria, realokacji biur i powiększania wydziałów, a także tworzenia nowych kampusów dla studentów lokalnych i zagranicznych. 
Uniwersytet posiada bibliotekę Alessandrina (Biblioteca Universitaria Alessandrina), zbudowana w 1667 roku przez papieża Aleksandra VII, jest główną biblioteką mieszczącą 1,5 miliona tomów; ma kilka ważnych kolekcji, w tym collezione ciceroniana i Fondo Festa.
Na terenie uniwersytetu znajduje się też ogród botaniczny Orto Botanico dell'Università di Roma „La Sapienza”. 
Wydział Filozoficzny ulokowany jest w Villa Mirafiori – neorenesansowym pałacu zbudowanym w XIX wieku, którego pokoje ozdobione są pięknymi freskami.
Uniwersytet Rzymski La Sapienza ukończyli: Maria Montessori, Enrico Fermi, Gabriele d'Annunzio, Bernardo Bertolucci, Massimiliano Fuksas, Giuseppe Conte, Carlo Verdone, Abdirashid Ali Shermarke, Charles Ponzi. 

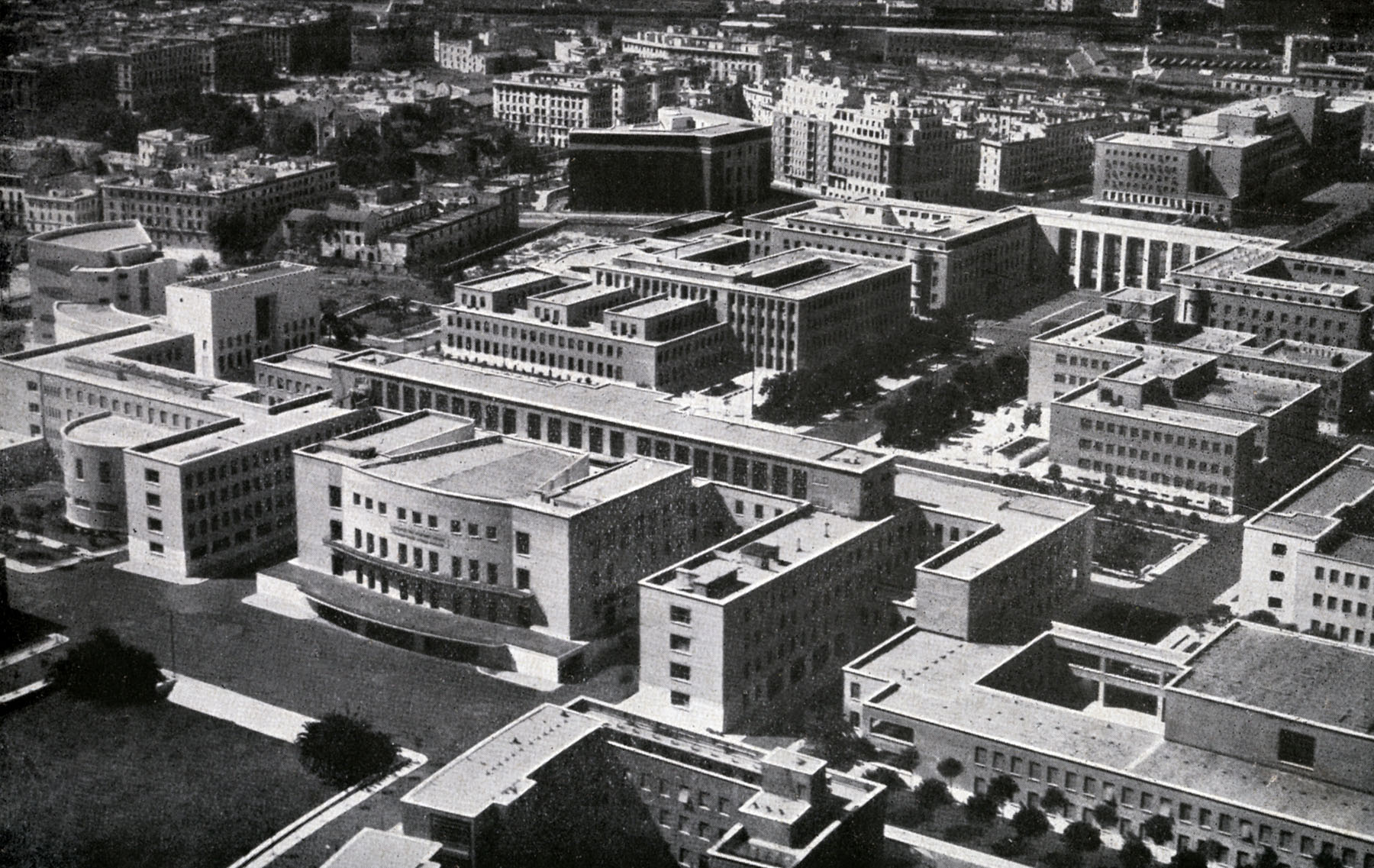
Nowy kampus La Sapienzy wybudowany w 1935 przez Marcello Piacentiniego. Fotografia z 1938 roku.